# Sapone

Due diversi esempi di rappresentazione della struttura chimica di un sapone

Il sapone è generalmente un sale di sodio o di potassio di un acido carbossilico alifatico a lunga catena. Viene prodotto e usato per sciogliere le sostanze grasse nei processi di pulizia.
Si prepara per mezzo di un processo denominato saponificazione, ovvero per idrolisi alcalina, di grassi di origine animale o vegetale. Il processo porta alla formazione del sale carbossilico (il sapone) e un alcol (generalmente glicerina).
Per sua natura chimica possiede pH alcalino.

## Azione detergente

Sezione di una micella

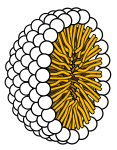
Struttura di una micella, una struttura similcellulare formata dall'aggregazione di molecole di sapone (come il sodio stearato). L'esterno della micella è idrofilo (affine all'acqua) l'interno è idrofobico (affine all'olio).

Utilizzato come detergente, il sapone ha funzione di tensioattivo. La molecola del sapone ha una testa idrofila ionizzata negativamente e una coda idrofobica.
Il potere pulente della miscela acqua e sapone è attribuito all'azione delle micelle, piccole sferette rivestite all'esterno di gruppi polari idrofili (la testa della molecola) e contenenti all'interno una tasca idrofobica costituita dalle code idrofobiche che disciolgono le sostanze grasse. Dato che tutte le teste delle molecole di sapone recano una carica negativa, la repulsione elettrostatica impedisce alle micelle di ri-aggregarsi e le mantiene in sospensione nell'acqua. In altre parole siccome acqua e grasso normalmente non si miscelano, l'aggiunta di sapone consente al grasso di disperdersi nell'acqua ed essere risciacquato. I detergenti sintetici funzionano con meccanismo simile.
Il pH fisiologico della pelle sana oscilla mediamente fra 5,4 e 5,9; in corrispondenza delle ascelle, della regione perianale e dei genitali è approssimativamente 6,5, mentre i saponi contenenti carbonato di sodio arrivano a un pH di 11.
La pelle possiede un mantello acido protettivo lipidico che ha la capacità di sintetizzare delle sostanze in grado di neutralizzare le componenti alcaline e ripristinare l'ambiente acido riportandolo in equilibrio. Tuttavia l'aumento del pH per lunghi periodi di tempo può compromettere questa funzione di difesa batteriologica della pelle, favorendo l'insorgere di infezioni.
Perché avvengano le reazioni chimiche per la sintesi di un sapone è necessario un pH superiore a 7. Alcuni produttori successivamente abbassano il pH dei loro prodotti ai livelli di acidità della pelle (5 - 5,5).

### Effetto del metallo alcalino
Il tipo di alcale utilizzato determina la qualità del sapone prodotto. I saponi di sodio preparati a partire da idrossido di sodio generalmente sono solidi, mentre i saponi di potassio, preparati a partire da idrossido di potassio, sono più morbidi e spesso liquidi. Storicamente l'idrossido di potassio veniva estratto a partire dalle ceneri di felce. I saponi di litio sono molto duri e sono usati esclusivamente per trattare gli oli lubrificanti.

### Effetto dei grassi
I saponi sono derivati degli acidi grassi. Tradizionalmente sono stati prodotti a partire da trigliceridi (oli e grassi).
Trigliceride è il nome chimico dei triesteri di acidi grassi e glicerolo. Il sego, grasso animale raffinato, è il trigliceride naturale di origine animale più comune. Il prodotto di saponificazione è chiamato "sodium tallowate" (nomenclatura INCI). Gli oli vegetali più comunemente utilizzati sono quello d'oliva, di palma e di cocco. Ogni tipo di grasso vegetale permette di ottenere qualità ben diverse di sapone con caratteristiche diverse. I saponi prodotti dall'olio d'oliva sono più morbidi e delicati, quelli più conosciuti sono il sapone di Marsiglia e il sapone di Castiglia. Il termine "Castiglia" indica spesso saponi costituiti da una miscela di oli, ma con un'alta percentuale di olio d'oliva. Tra i saponi a base di grasso animale, non più in produzione, molto conosciuto tra il Cinquecento e l'Ottocento era il sapone di Napoli.
|               | acido laurico | acido miristico | acido palmitico | acido stearico | acido oleico     | acido linoleico | acido linolenico |
| grassi        | C12 saturo    | C14 saturo      | C16 saturo      | C18 saturo     | C18 monoinsaturo | C18 diinsaturo  | C18 triinsaturo  |
| ------------- | ------------- | --------------- | --------------- | -------------- | ---------------- | --------------- | ---------------- |
| Sego          | 0             | 4               | 28              | 23             | 35               | 2               | 1                |
| Olio di cocco | 48            | 18              | 9               | 3              | 7                | 2               | 0                |
| Olio di palma | 46            | 16              | 8               | 3              | 12               | 2               | 0                |
| Olio di oliva | 0             | 0               | 11              | 2              | 78               | 10              | 0                |
| Olio di colza | 0             | 1               | 3               | 2              | 58               | 9               | 23               |

### Qualità di un sapone

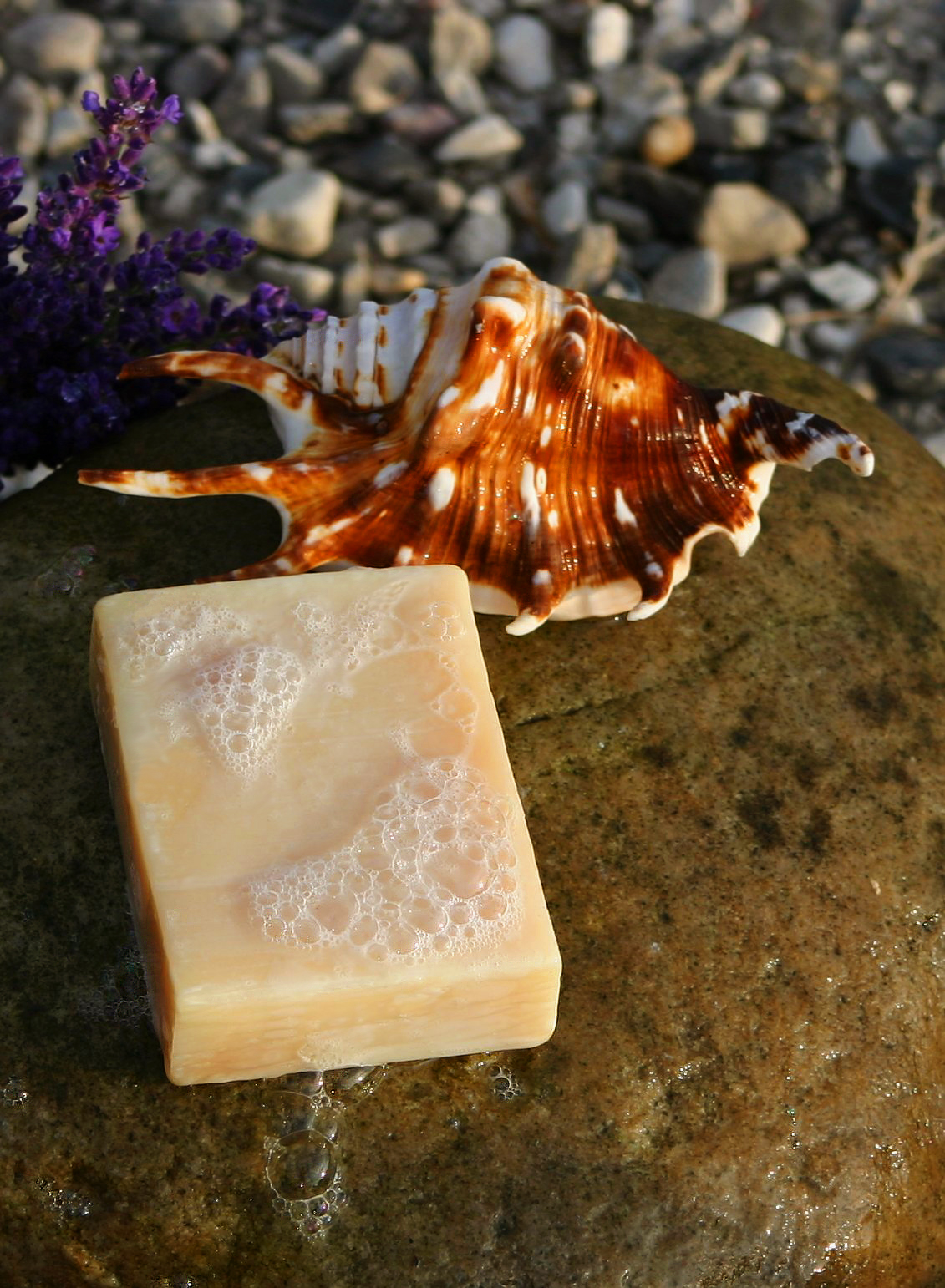
Sapone fatto a mano.

Il sapone non deve avere residui di soda caustica, non deve essere unto o di cattivo odore. Il sapone deve essere pastoso, ma non duro, schiumogeno, non friabile e una volta asciugato deve mantenere la sua forma.

### Tipi di sapone
I sali sodici degli acidi carbossilici a lunga catena hanno pH compreso tra 9,0 e 10,5 (alcalini) e non sono gli unici composti esistenti usati come detergenti. Esistono anche i cosiddetti impropriamente saponi acidi anche detti saponi non saponi o syndet (dall'inglese "synthetic detergent"), cioè detergenti sintetici che si suddividono in anionici, anfoteri e non ionici. Sono consigliati per pelli ipersensibili ai saponi normali e sono costituiti da miscele di tensioattivi come il laurilsolfato di sodio o tensioattivi alchil-solfonici, esteri organici dell'acido solforico. Questi "saponi acidi" quando vengono chiamati commercialmente neutri(neutro in questo caso non si riferisce al pH, è solo un nome di marketing più accattivante per i consumatori) hanno pH 5,5, simile a quello della pelle, risultando pertanto più compatibili verso di essa per l'assenza di alcalinità libera.
La saponetta tradizionale è a base di sali sodici degli acidi carbossilici a lunga catena; i saponi liquidi in dispenser sono comparsi con la diffusione dei materiali plastici nel dopoguerra. Il sapone tradizionale è composto da sego bovino (80%) e olio di cocco o di oliva (al 20%).  Un sapone dovrebbe avere tra le prime posizioni dei suoi ingredienti gli acidi grassi saponificati di cocco, di palma e di oliva.
Nei frantoi di una volta e in alcune produzioni attuali era prodotto con la spremitura di olive che restava nelle macine del frantoio dopo la prima spremitura. Spesso si tratta di olio di seconda o terza sansa di pessima qualità, di cui la legge vieta la commercializzazione come olio da cucina. Nel dopoguerra le seconde e terze spremiture d'olio, meno pregiate e costose, erano ancora utilizzate anche a scopo alimentare.
Vari frantoi industriali utilizzano le sanse per produrre saponi e compensare la scarsa resa delle olive raccolte in termini di olio da cucina; talvolta si arriva a macinare le olive soltanto per fare saponi perché più profittevoli dell'olio in bottiglia. I saponi liquidi che hanno un pH di 5,5 rischiano di essere un ambiente adatto alla proliferazione di funghi e batteri a causa del loro elevato contenuto d'acqua, pertanto questi saponi sono addizionati con composti disinfettanti e fungicidi.

#### Sapone tradizionale
Prima che le lavatrici meccaniche sostituissero gradualmente il lavaggio manuale del bucato, la produzione familiare di sapone in grosse pentole all'aperto era un'attività piuttosto comune nelle zone non urbane fino agli anni 70-80; ora è un'usanza praticamente scomparsa, salvo rare eccezioni.
La preparazione del sapone prevedeva l'uso di grassi vegetali o animali o un loro miscuglio e ovviamente l'uso di potassa caustica o soda caustica. Tecniche ancora precedenti prevedevano l'estrazione della liscivia dalla cenere.
Per esempio in Calabria si usava come grasso vegetale l'olio di oliva e come grasso animale quello del maiale. Il sapone fatto con l'olio d'oliva, più delicato, poteva essere usato per il corpo ed in particolare per i capelli, poiché veniva considerato efficace contro la forfora. Durante la preparazione potevano eventualmente essere aggiunte delle foglie di sambuco come colorante.
Una ricetta tradizionale prevedeva l'uso di 5 litri di olio d'oliva, 10 litri di acqua e 1 kg soda caustica da aumentare in proporzione per quantità maggiori. In genere si produceva una scorta per vari mesi o per tutto l'anno.

## Storia

### La scoperta del sapone
Esistono varie circostanze, ancorché improbabili, che possono aver portato casualmente alla scoperta del sapone, ma è anche possibile che sia avvenuta per via empirica. Probabilmente per prime si ottennero liscivie alcaline dalla cenere di legno, che poi vennero usate per la saponificazione di sego, scarti animali, oli vegetali.
Le notizie storiche sono nebulose, sia per la difficoltà di distinguere il sapone vero e proprio da altre sostanze utilizzate per pulire, sia perché il sapone per la sua natura organica e idrosolubile non è rilevabile da ricerche di tipo archeologico, neppure attraverso i recipienti e l'equipaggiamento usati nella sua produzione che non differiscono da quelli destinati ad altri utilizzi.
È da tener presente che probabilmente nell'antichità il problema dell'igiene personale non fosse considerato prioritario, non tanto per la scarsità di acqua calda quanto per l'accentuata causticità della soda impiegata con eccessiva generosità e il lezzo derivante dall'uso di grasso animale, per lo più di ovini, infatti le prime tecniche di pulizia furono sviluppate per pulire tessuti e indumenti, generalmente con l'utilizzo di argille (terra da follone), cenere e piante saponarie; da queste ultime si ricavano le saponine che formano soluzioni saponose che solubilizzano lo sporco e ne facilitano l'eliminazione.
Fu solo dopo essere entrati in contatto col mondo vicino-orientale islamico, nell'età delle Crociate, che ci s'impadronì delle tecniche di fabbricazione di un sapone assai meno aggressivo, con l'uso di grassi vegetali, aromi e sostanze lenitive quali il balsamo. Non a caso il sapone entrò infatti in Europa grazie ai mercanti veneziani e genovesi e, per procacciarselo, dame e gentiluomini cristiani erano disposti a pagare cifre anche molto alte.

### Mesopotamia
La prima testimonianza dell'esistenza del sapone risale al 2800 a.C. e proviene da scavi nella zona dell'antica Babilonia. In quella zona fu ritrovato un materiale simile al sapone conservato in cilindri d'argilla che recano incise delle ricette per la preparazione.
Una tavoletta Sumera datata 2200 a.C. descrive un "sapone" composto di acqua, alcali e olio di cassia.

### Egitto
Dal papiro di Ebers (ca. 1550 a.C.) si apprende che gli egiziani si lavavano regolarmente con un sapone preparato mescolando grasso animale e oli vegetali con un minerale raccolto nella valle del Nilo e chiamato Trona che è un'importante sorgente di soda.
Documenti egiziani fanno menzione di una sostanza simile al sapone utilizzata per la preparazione della lana alla tessitura.

### Bibbia
Giobbe 9:30
- Anche se mi lavassi con la neve e mi pulissi le mani con il sapone	(Nuova Riveduta)
- Anche se mi lavassi con la neve e pulissi con la soda le mie mani	(C.E.I./Gerusalemme)
- Anche se mi lavassi con la neve e pulissi le mie mani con la soda	(Nuova Diodati)
- Quand'anche mi lavassi con la neve e mi nettassi le mani col sapone	(Luzzi / Riveduta)
- Quando io mi fossi lavato con acque di neve, e nettatomi le mani col sapone	(Diodati)
- If I wash myself with snow water, and make my hands never so clean

Geremia 2:22
- Anche se ti lavassi con il nitro e usassi molto sapone, la tua iniquità lascerebbe una macchia … 	(Nuova Riveduta)
- Anche se ti lavassi con la soda e usassi molta potassa, davanti a me resterebbe la macchia …	(C.E.I./Gerusalemme)
- Anche se ti lavassi con la soda e usassi molto sapone, la tua iniquità lascerebbe un'impronta indelebile...	(Nuova Diodati)
- Quand'anche tu ti lavassi col nitro e usassi molto sapone, la tua iniquità lascerebbe una macchia …	(Luzzi / Riveduta)
- Avvengaché tu ti lavi col nitro, e usi attorno a te assai erba di purgatori di panni; pure è la tua iniquità suggellata …	(Diodati)
- For though thou wash thee with nitre, and take thee much soap, yet thine iniquity is marked ...	(The Holy Bible. Authorised version 1611)
- Though you wash with soda and use soap lavishly...	(Revised English Bible 1989)

Malachia 3:2
- … come la potassa dei lavatori di panni.	(Nuova Riveduta)
- … la liscivia dei lavandai.	(C.E.I./Gerusalemme)
- … come la soda dei lavandai.	(Nuova Diodati)
- … come la potassa dei lavatori di panni.	(Luzzi / Riveduta)
- … e come l'erba de' purgatori di panni.	(Diodati)
- He is like a refiner's fire, like a fuller's soap.

I riferimenti biblici a delle sostanze usate per la pulizia non indicano nulla di simile al nostro sapone che sembra fosse sconosciuto all'epoca.
In Giobbe 9:30 (circa V secolo a.C.) con la parola sapone è stato tradotto il generico termine ebraico borith, che indica la liscivia oppure un alcale come la potassa, ottenuto dalle ceneri di particolari vegetali (per esempio la Salsola kali che abbonda sulle spiagge del Mar Morto e del Mediterraneo).
Analogamente per l'ebraico borith mekabbeshim "alcali di coloro che pestano i panni", in Geremia 2:22 (circa VII secolo a.C.) e Malachia 3:2 (circa V secolo a.C.), che indica qualche tipo di "terra da follone", un materiale che si usava nella "follatura", un procedimento che serviva a rendere morbidi i tessuti.
Invece le parole soda o nitro, che pure troviamo nei versetti citati e in Proverbi 25:20, indicano il natron (carbonato idrato di sodio), una sostanza che si utilizzava in Egitto dove ne esistono numerosi depositi.
Si tratta quindi di interpretazioni dei traduttori che nel loro lavoro si sono preoccupati di rendere comprensibile il testo per i lettori loro contemporanei.

### Antica Roma
I Romani, e anche i Greci, per cui il bagno alle terme era un'importante attività sociale oltre che una pratica igienica, non usavano il sapone come detergente, ma la porosa pomice o la creta finissima oppure la soda o, ancora, polveri abrasive come argilla, polvere di equiseto, farina di fave e dopo il bagno massaggiavano il corpo con olio di oliva.
Plinio il Vecchio, scrittore latino del I secolo, usa per primo il termine latino sapo, mutuandolo dal gallico saipo, nella sua opera Naturalis historia:
(Plinio il Vecchio, Naturalis historia, Libro 28, capitolo 47.)
Quindi non si tratta di sapone, ma di tintura rossa per capelli.
Eppure il sapone non era sconosciuto e nel II secolo Galeno ne sottolinea l'importanza sia per la prevenzione di alcune malattie sia per la pulizia.
Zosimo di Panopoli cita il sapone e la saponificazione, e riporta una ricetta alchemica per realizzare il sapone. Oribasio cita il sapone. 

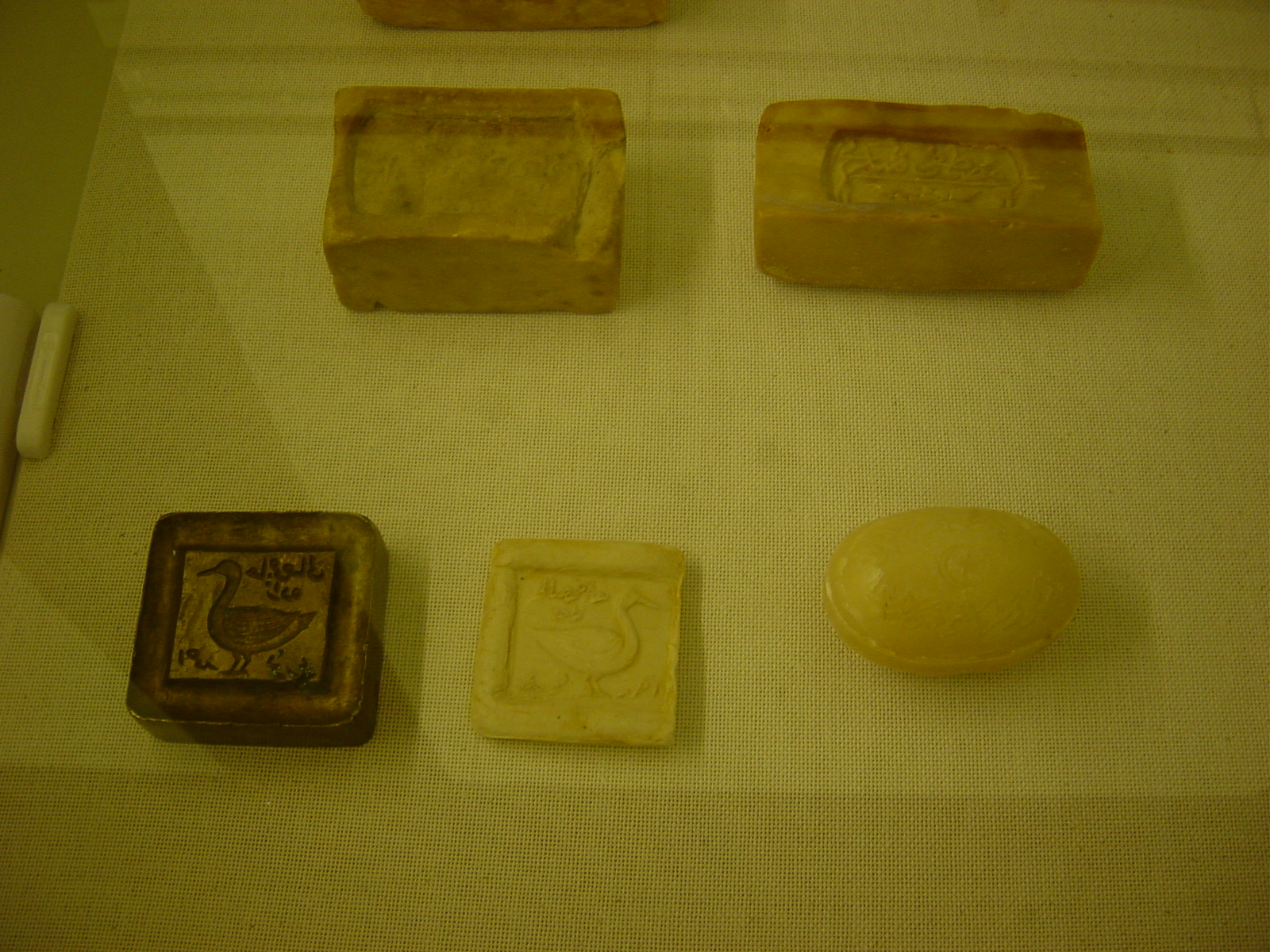
Antiche stampi per sapone e saponette esposte al Museo dell'Hammam, nel Palazzo del Topkapı, a Istanbul.

### Arabi
Gli arabi già nei primi anni dell'Islam creavano saponi molto fini utilizzando grassi vegetali come l'olio di oliva ed essenze aromatiche come l'olio di alloro, che sono ancora oggi gli ingredienti principali del Sapone di Aleppo.
Per la saponificazione utilizzarono per primi la soda caustica, metodo che è rimasto sostanzialmente invariato fino ai nostri giorni.
Un manoscritto di al-Razi (865 - 925), scienziato persiano, contiene ricette per il sapone.
I saponi arabi, profumati e colorati, solidi o liquidi, raggiunsero la Spagna e la Sicilia dopo l'800, sull'onda dell'espansione araba, e il resto d'Europa dopo la fine delle crociate.

### Europa medievale e moderna
Si conosce poco sull'uso del sapone negli anni che seguirono la caduta di Roma: esistono notizie su fabbricanti di sapone (in latino saponarius) in Europa a partire dal primo millennio.
La produzione del sapone, forse anche grazie ai Crociati che importarono le tecniche arabe, si andò affermando soprattutto in Spagna, Italia e Francia, nelle aree dove erano disponibili le piante marine dalle cui ceneri si ottiene la soda e l'olio d'oliva: materie prime con le quali si fabbrica un sapone di qualità molto superiore a quello fatto con grasso animale e con soda caustica.
L'Italia fu forse la prima a produrre questo tipo di saponi, duri e adatti all'igiene personale, in particolare nelle città di Venezia, Genova e Savona; a proposito di quest'ultima è interessante notare l'assonanza con il francese savon (sapone). Una leggenda ligure, riportata anche da testi francesi, vuole che a Savona la moglie di un pescatore abbia ottenuto in modo fortuito per la prima volta il sapone, facendo bollire assieme olio di oliva e liscivia di soda.

#### Sapone di Castiglia
In Spagna, nel Regno di Castiglia, si bolliva olio di oliva con la barilla, una cenere alcalina ottenuta bruciando l'erba kali (Salsola kali), si aggiungeva poi della salamoia al liquido bollente per far venire a galla il sapone separandolo dalle impurità e dalla liscivia.
Si produceva così un sapone bianco di alta qualità chiamato Sapone di Castiglia (Jabón de Castilla); per i farmacisti Sapo hispaniensis o Sapo castilliensis. Per gli anglosassoni Castile Soap è divenuto sinonimo di sapone di olio di oliva, duro e bianco.

#### Sapone di Napoli
A Napoli, almeno dal Quattrocento, si produceva un sapone molto profumato, ricercato dalle dame per l'igiene propria e dei cavalieri. L'ingrediente principale era il midollo di cervo, secondo la descrizione fornita nel XV secolo dall’Arciprete di Talavera nel Corbaccio.
Il Sapone di Napoli è citato anche da Cervantes nel capitolo XXXII del Don Chisciotte della Mancia, utilizzato per compiere uno dei tanti scherzi descritti nel romanzo.
Ancora a inizio Novecento, quando l'industria produceva sapone di origine vegetale, sulla rivista argentina "Caras y Caretas" dell'ottobre 1901, nelle ricette di profumeria, era esaltato il Sapone di Napoli, "un tipo di sapone ampiamente utilizzato", ormai scomparso ma che qualcuno continuava a produrre artigianalmente con una formula surrogata.

#### Gran Bretagna
I primi saponai inglesi di cui si ha notizia comparvero a Bristol nel XII secolo, ed erano ancora importanti all'epoca di Elisabetta I (1533-1603).
Producevano il “Bristol soap” nero e soffice e il più duro “Bristol grey soap”.
All'inizio utilizzavano grasso animale, più tardi l'importazione di oli vegetali come quello di palma, noce di cocco, oliva, semi di lino e semi di cotone, favorì la produzione di saponi che potevano meglio competere con il “Castile soap” d'importazione.
Nel 1633 il re Carlo I concesse ai saponai di Londra un monopolio quasi completo, dietro pagamento di una tassa; questa decisione causò malcontento, enorme danno ai saponifici di Bristol e un forte rialzo dei prezzi, ciononostante la tassazione rimase in varie forme fino al 1852 quando, in un crescendo di preoccupazione vittoriana per l'igiene, fu abolita da Gladstone nonostante la considerevole perdita per l'erario.

### Dal XIX secolo ai giorni nostri
Nel 1789 Nicolas Leblanc (1742 – 1803) scoprì come ottenere dal sale comune della soda di buona qualità, che da quel momento fu disponibile a basso prezzo e in grande quantità. Il procedimento Leblanc rimarrà in uso fino al 1870, quando verrà soppiantato dal metodo Solvay adottato ancora oggi.
Nel 1823 il chimico francese Michel Eugène Chevreul pubblica Recherches chimiques sur les corps gras d'origine animale in cui spiega la reazione di saponificazione.
Queste conoscenze aprono la strada alla produzione di sapone su più ampia scala e a basso prezzo, di conseguenza attorno alla metà dell'Ottocento si ha un diffuso miglioramento dell'igiene personale e l'abitudine di fare un bagno diviene comune.
Nel 1872 nasce in America la prima saponetta da toletta profumata Cashmir Bouquet della Colgate.
Nel 1879 la prima saponetta galleggiante Ivory della P&G.
Nel 1948 prima saponetta deodorante all'esaclorofene.
Già all'inizio del XX secolo compaiono i primi detergenti sintetici che avrebbero soppiantato il sapone.
Nel 1903 Hermann Geissler e Hermann Bauer, due chimici tedeschi, inventarono il Persil (dal nome dei suoi principali componenti: perborato e silicati), un sapone in polvere che fu commercializzato dalla società tedesca Henkel.
Fu poi la penuria di grassi durante la prima guerra mondiale e di grassi e olio durante la seconda guerra mondiale a spingere i ricercatori a cercare alternative. Il primo brevetto per un tensioattivo interamente di sintesi fu depositato in Germania nel 1917. Il primo prodotto per bucato totalmente sintetico apparve nel 1946 negli Stati Uniti.
A partire da qui sono stati sviluppati tutti i prodotti che conosciamo oggi, differenziati e specifici per ogni uso (alcuni addizionati di agenti antimicrobici come il triclocarban), in continua evoluzione per ovviare ai problemi di inquinamento o tossicità che continuano a emergere con il passare del tempo.